# How to Sleep
How to Sleep é um filme de drama em curta-metragem estadunidense de 1935 dirigido e escrito por Nick Grinde e Robert Benchley. Venceu o Oscar de melhor curta-metragem live action (comédia) na edição de 1936.